# Dendrobium linearifolium
Dendrobium linearifolium är en orkidéart som beskrevs av Johannes Elias Teijsmann och Simon Binnendijk. Dendrobium linearifolium ingår i släktet Dendrobium, och familjen orkidéer. Inga underarter finns listade i Catalogue of Life.